# Microcoelia nyungwensis
Microcoelia nyungwensis là một loài thực vật có hoa trong họ Lan. Loài này được L.Jonss. mô tả khoa học đầu tiên năm 1981.